# Norddeutsches Tiefland

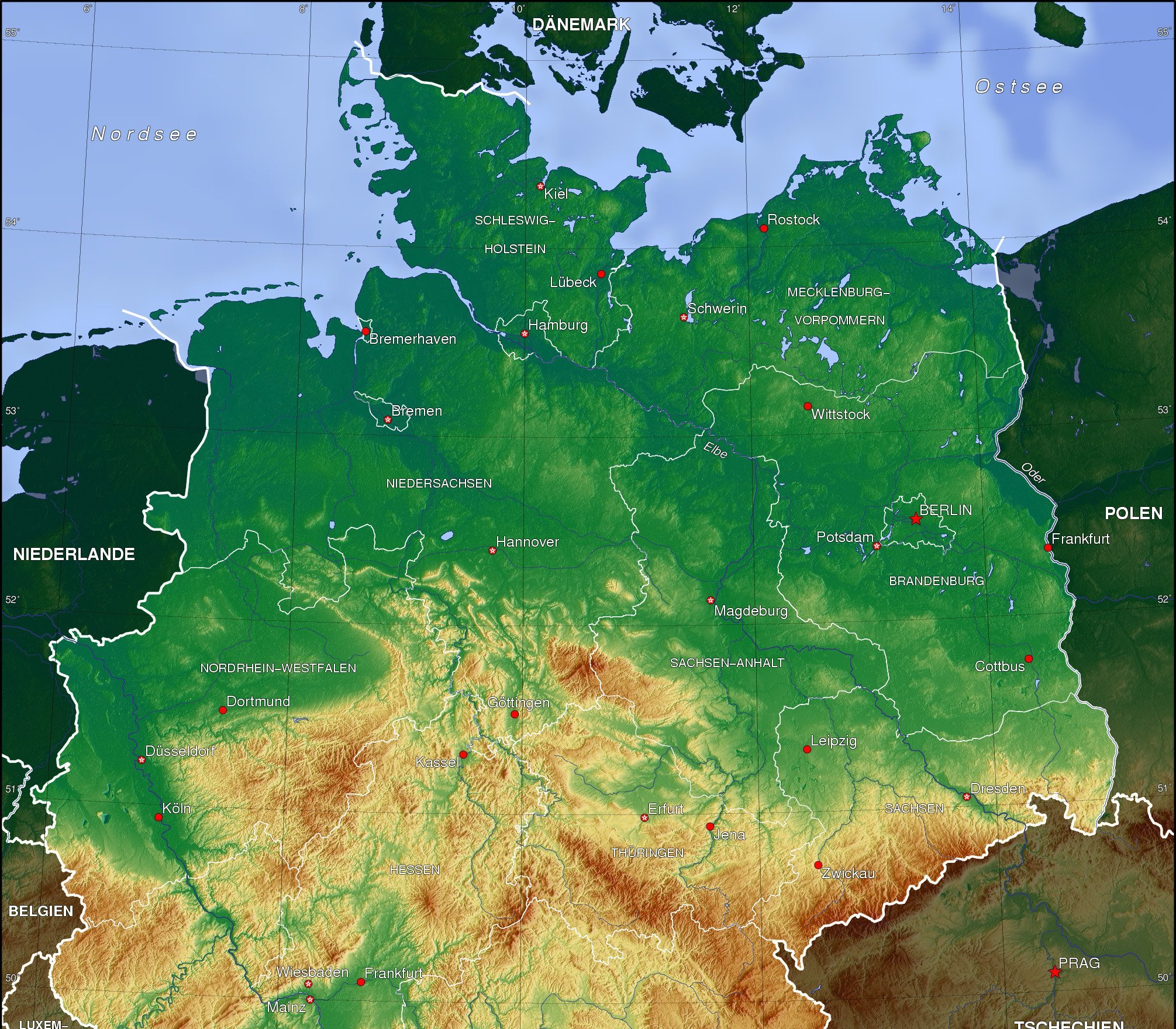
Topographische Reliefkarte der Nordhälfte Deutschlands. Das Norddeutsche Tiefland in Grüntönen nimmt die Nordhälfte der Abbildung ein

Als Norddeutsches Tiefland, weniger treffend auch Norddeutsche Tiefebene, bezeichnet man einen der Landschaftsgroßräume in Deutschland, der im Norden von den Küsten der Nord- und Ostsee und im Süden von der mitteleuropäischen Mittelgebirgsschwelle begrenzt wird und Teil des Mitteleuropäischen Tieflands ist. Das Norddeutsche Tiefland stellt, neben Mittelgebirgen, Alpenvorland und Alpen, naturräumlich eine Großregion 1. Ordnung dar.
Im Westteil ragt das Niedersächsische Bergland mit dem Teutoburger Wald, dem Wiehen- und dem Wesergebirge weit nach Nordwesten in das Tiefland hinein und trennt dabei die ebenfalls noch zum Tiefland gehörende Westfälische Bucht teilweise ab. Diese wird im Süden begrenzt vom sauerländischen Norden des Süderberglandes, welches von Nordwesten aus sich u. a. in historisch zum Bergischen zählenden Landschaften nach Süden fortsetzt. Diese Fortsetzung begrenzt, zusammen mit der Eifel im Westen, die Niederrheinische Bucht, die sich rheinaufwärts bis etwa Bonn zieht, wo sie im Südosten ans Siebengebirge stößt. Die letztgenannten Gebirgslandschaften sind alle Teile des Rheinischen Schiefergebirges.
Auch östlich des sich an die Nordflanke des Niedersächsischen Berglandes nach Südosten anschließenden Harzes reicht das Tiefland weiter nach Süden und tritt am Hügelland des Sächsischen Lößgefildes bis unmittelbar vor das Erzgebirge.
Das Norddeutsche Tiefland setzt sich nach Westen (Niederlande, kleine Teile Belgiens), Norden (Dänemark) und Osten (Polen) nahtlos fort, und gelegentlich wird der Begriff auch für die grenzüberschreitende Gesamtlandschaft benutzt.

## Naturräumliche Gliederung

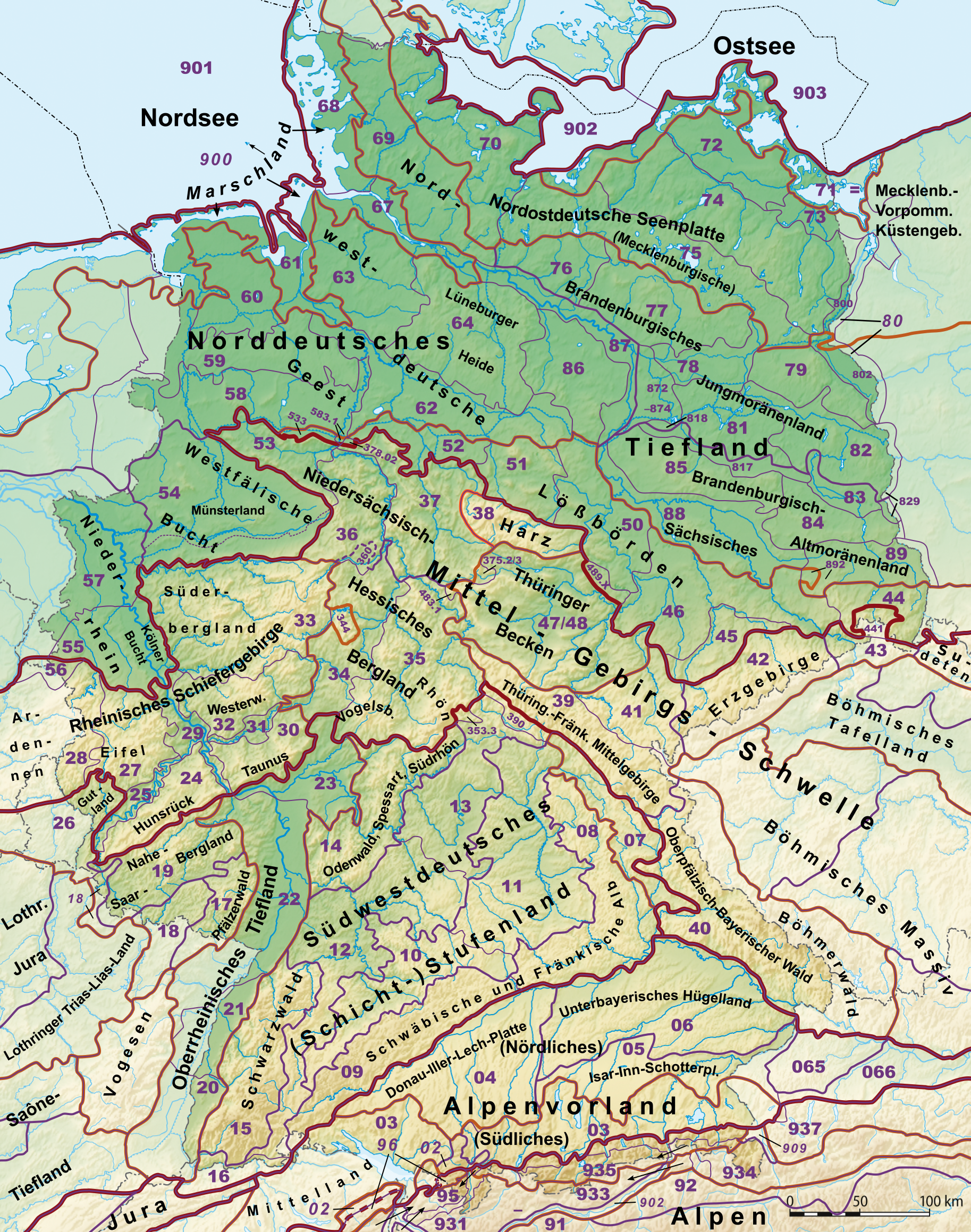
Naturräumliche Großregionen 1. Ordnung (dunkelrot), 2. Ordnung (orange) und 3. Ordnung (violett) bzw. Haupteinheitengruppen (violett, dünner) nach der Bundesanstalt für Landeskunde

Der im Gebiet der Bundesrepublik liegende Großteil des Norddeutschen Tieflandes ist durch Arbeiten der ehemaligen Bundesanstalt für Landeskunde zum Handbuch der naturräumlichen Gliederung Deutschlands und Nachfolgearbeiten als Großregion 1. Ordnung in fünf Großregionen 2. Ordnung, deren Zentralteil schließlich in fünf Großregionen 3. Ordnung aufgeteilt worden. Die Großregionen 3. Ordnung wurden, noch oberhalb der 4. Stufe, in eine oder mehrere Haupteinheitengruppen mit zweistelliger Kennziffer aufgespalten, in denen je maximal zehn, im Einzelfalle auch mehr, dreistellige Haupteinheiten liegen. In Sachsen entspricht die Aufteilung der neueren Gliederung Naturräume in Sachsen.
Da die Ausweisungen der Großregionen 2. Ordnung erst nach den Feinarbeiten der Einzelblätter 1:200.000 erfolgten, verlaufen die Grenzen der 2. Ordnung im seltenen Einzelfalle (v. a. Lößbörden) quer durch Haupteinheitengruppen oder sogar Haupteinheiten. Dieses berührt die Nummerierung indes nicht.
Das Bundesamt für Naturschutz (BfN) hat in einer internen Gliederung noch einmal einige dieser Gruppen zusammengefasst und die Gruppen mit vorangestelltem „D“ neu nummeriert. Jene Nummerierung ist indes nicht mit den feineren Haupt- und Untereinheiten kompatibel, weshalb sie sich nicht einmal innerhalb des BfN durchgesetzt hat.
Zur besseren Übersicht werden die Großregionen 2. Ordnung von Norden nach Süden, in zweiter Linie von Westen nach Osten geordnet aufgeführt. Innerhalb einer Region 2. bzw. 3. Ordnung folgt die Listung dann den vorangestellten Nummern nach Handbuch; die Nummern nach BfN sind in Klammern hintenan gestellt. Echte Großregionen 3. Ordnung sind fett und kursiv geschrieben.
Zur besseren Orientierung stehen rechts der Listen Ausschnittskarten, die alle im selben Maßstab gehalten sind.

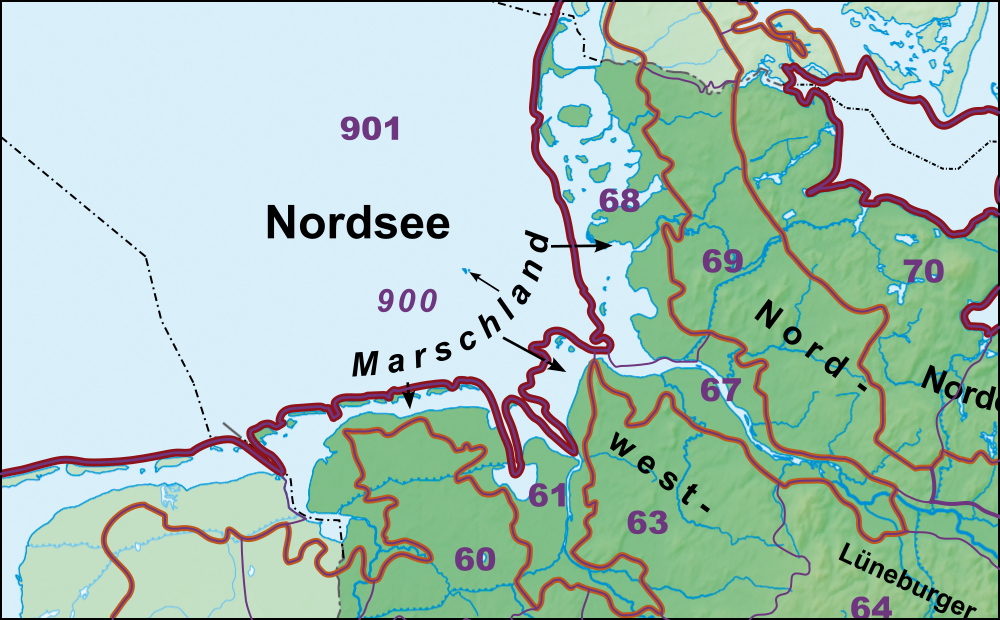

### Marschland
- 61 Ems- und Wesermarschen (D25)
- 67 Untere Elbeniederung (Elbmarsch) (D24)
- 68 Schleswig-Holsteinische Marschen (D21)[3]

### Mecklenburgisch-Vorpommersches Küstengebiet

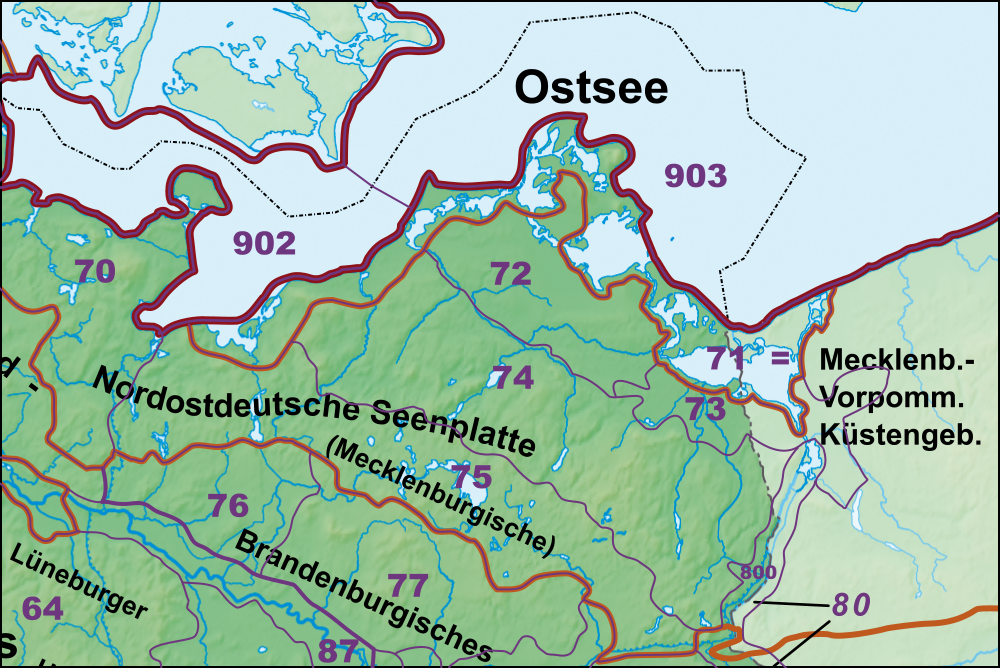

- 71 Mecklenburgisch-Vorpommersches Küstengebiet (D01)

### Norddeutsches Jungmoränenland
- 70 Schleswig-Holsteinisches Hügelland (D23)
- Nordostmecklenburgisches Flachland mit Oderhaffgebiet (D02)
  - 72 Nordostmecklenburgisches Flachland
  - 73 Oderhaffgebiet
- 74 Rückland der Mecklenburg-Brandenburger Seenplatte (D03)
- 75 Mecklenburgische Seenplatte (D04)
- (zu 80 Odertal (D07))
  - Haupteinheit 800 Untere Odertalniederung
  - Haupteinheit 801 Sandterrassen des unteren Odertals

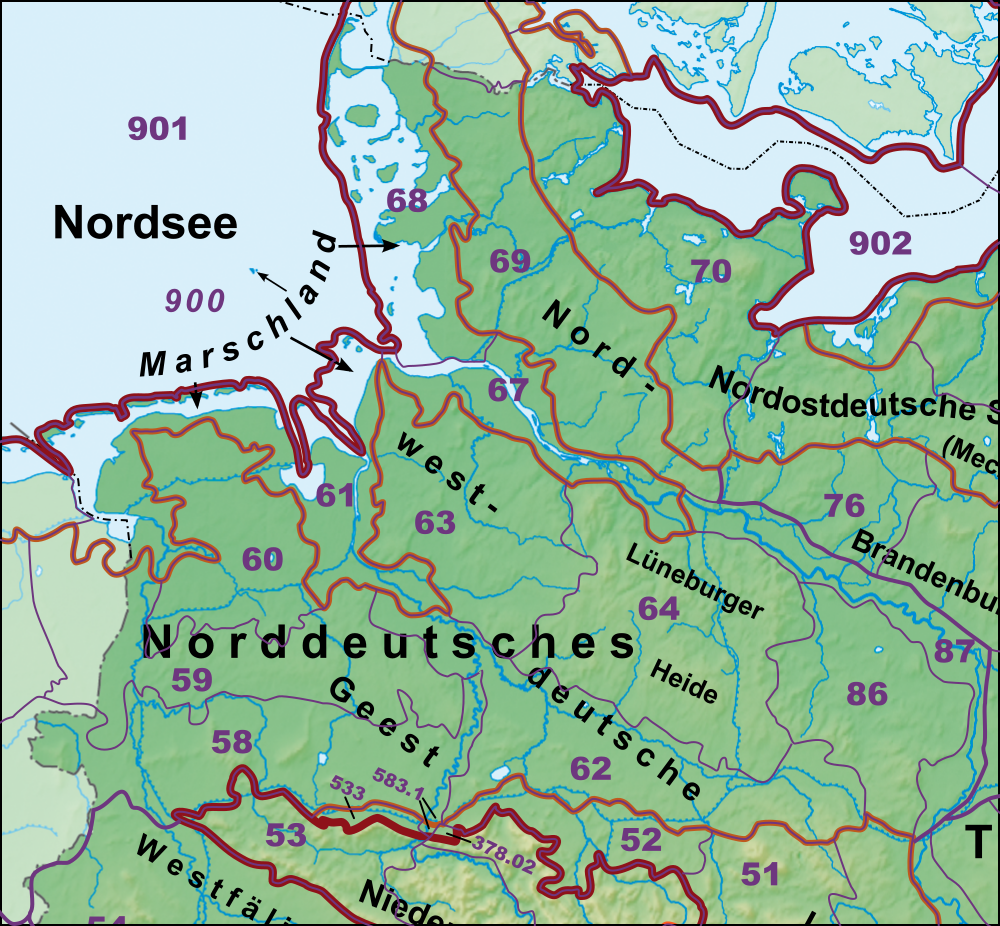

### Norddeutsches Urstromtäler- und Plattenland
- Ems-Weser-Geest[3]
  - Dümmer-Geestniederung und Ems-Hunte-Geest (D30)
    - 58 Dümmer-Geestniederung
    - 59 Ems-Hunte-Geest

  - 60 Ostfriesisch-Oldenburgische Geest (D26)
  - 62 Weser-Aller-Flachland (D31)
- Nordelbische Geest[3]
  - 63 Stader Geest (D27)
  - 64 Lüneburger Heide (D28)
  - 69 Schleswig-Holsteinische Geest (D22)

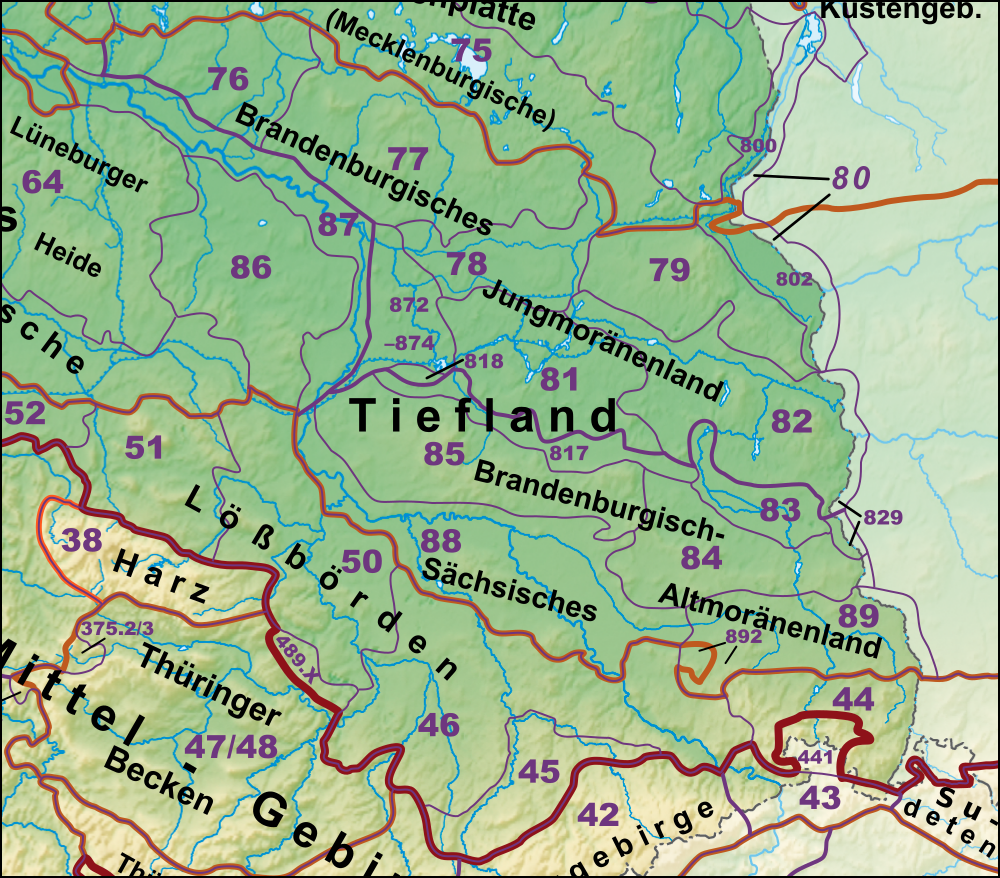

- Ostdeutsches Platten- und Heideland[3]
  - Mecklenburg-Brandenburgisches Platten- und Hügelland (D05)
    - 76 Südwestliches Vorland der Mecklenburgischen Seenplatte
    - 77 Nordbrandenburgisches Platten- und Hügelland
    - 78 Lurchland

  - 79 Ostbrandenburgische Platte (D06)
  - (zu 80 Odertal (D07))
    - Haupteinheit 802 Oderbruch (mit Frankfurter Odertal)
    - Haupteinheit 803 Neuenhagener Sporn

  - Lausitzer Becken und Spreewald (D08)
  - Brandenburgisches Heide- und Seengebiet (D12)
    - 81 Mittelbrandenburgische Platten und Niederungen
    - 82 Ostbrandenburgisches Heide- und Seengebiet
    - 83 Spreewald
    - 84 Lausitzer Becken- und Heideland

  - 85 Fläming (D11)
  - 86 Wendland und Altmark (D29)
  - 87 Elbtalniederung (D09)
  - 88 Elbe-Mulde-Tiefland (D10)
  - 89 Oberlausitzer Heidelandschaft (D13)

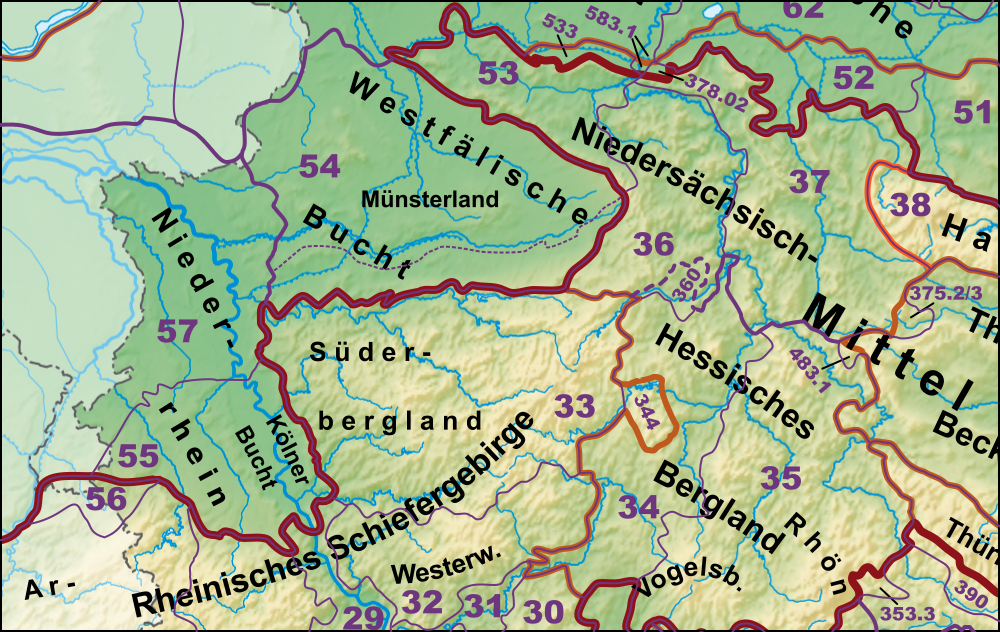

- 54 Westfälische Bucht (Münsterländische Tieflandsbucht) (D34)
- Niederrheinisches Tiefland und Kölner Bucht (D35)
  - 55 Kölner Bucht (Niederrheinische Bucht)
  - 57 Niederrheinisches Tiefland

### Lößbörden
- (zu 44 Oberlausitz (D14))

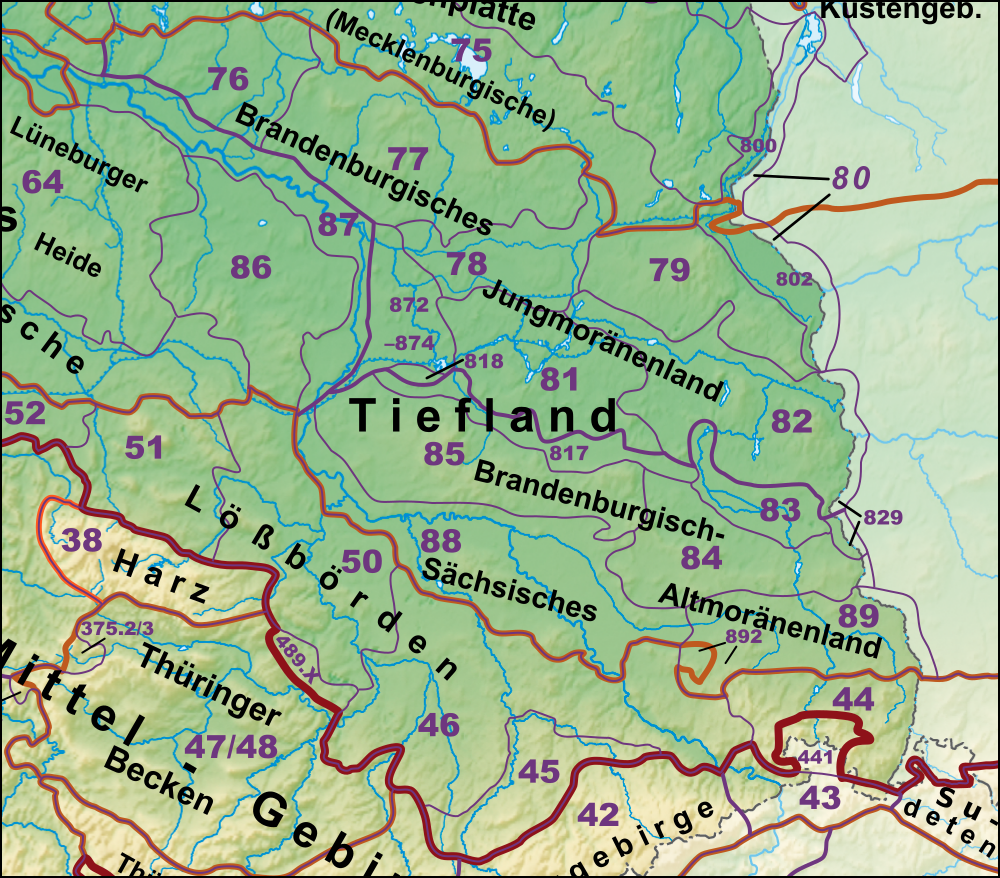

  - Haupteinheiten 440 und 442 bis 444
- Sächsisches Hügelland und Erzgebirgsvorland (D19)
  - 45 Erzgebirgsvorland
  - 46 Sächsisches Hügelland (einschl. Leipziger Land)
- 50 Mitteldeutsches Schwarzerdegebiet (auch: Östliches Harzvorland und Börden; D20)
- 51 Nördliches Harzvorland (D33)
- 52 Niedersächsische Börden (D32)
- (zu Dümmer-Geestniederung und Ems-Hunte-Geest (D30))
  - (zu 58 Dümmer-Geestniederung)
    - Haupteinheit 582, Süden von 583
- (zu 62 Weser-Aller-Flachland (D31))
  - Haupteinheit 628[3]

## Geologie, Landschaft, Böden und ihre Entstehung

Das norddeutsche Tiefland ist ein Teilbereich des mitteleuropäischen Tieflandes (grüne Flächensignatur), das sich von Belgien im Westen bis nach Polen im Osten erstreckt

Geologisch ist das Norddeutsche Tiefland ein Teil des Norddeutschen Beckens. Seine oberen, unverfestigten Sedimente wurden abgelagert und geformt durch die wiederholte Abfolge von Kalt- und Warmzeiten mit unterschiedlichen Randlagen des skandinavischen Inlandeises im gegenwärtigen Eiszeitalter, dem Quartär. Seine unteren Gesteinsschichten sind teilweise bergbaulich von Bedeutung wegen der Salz-, Erdgas- und Erdölvorkommen.
In der letzten Kaltzeit, in Norddeutschland Weichselkaltzeit genannt, wurde das Norddeutsche Tiefland unterschiedlich geprägt, je nachdem, ob das Gebiet vom Eis noch überfahren wurde und als kuppiges Jungmoränenland zurückblieb, oder ob es von periglazialen Prozessen überformt und zu flächenhafterem Altmoränenland wurde. Die tiefsten Punkte liegen in Niedermooren und altem Marschland am Rand von Geestrücken im Westen Schleswig-Holsteins (Wilstermarsch: 3,5 Meter unter dem Meeresspiegel) und im Nordwesten Niedersachsens (bei Freepsum: 2,3 Meter unter dem Meeresspiegel). Die höchsten Erhebungen finden sich im Bereich von Endmoränen, entweder saalezeitlichen wie im Fläming (200 m NN) und der Lüneburger Heide (169 m NN) und dem Bungsberg (168 m NN) oder weichselzeitlichen wie den Helpter Bergen (179 m NN). Ehemals ausgedehnte ombrogene Hochmoore entstanden im westlichen und nördlichen Niedersachsen postglazial in niederschlagsreichen Warmzeiten (vergleiche: Atlantikum).
Die küstennahen Gebiete bestehen aus holozänen See- und Flussmarschen bzw. einer Boddenlandschaft, an die sich pleistozäne Alt- sowie Jungmoränenlandschaft in verschiedenen Ausprägungen und Verwitterungsstadien anschließt. Auf eisfrei gewordenen und von Schmelzwassersanden überdeckten Gebieten bildeten sich oft Flugsanddünen, die später durch die Vegetation festgelegt wurden. Menschliche Eingriffe ließen später offene Heideflächen wie in der Lüneburger Heide entstehen und sorgten dort durch Abholzung und Plaggenhieb für eine großflächige Verarmung (Podsolierung) der Böden und ein erneutes Aufleben der Dünenbildung. Die fruchtbarsten Böden sind die jungen Marschen (Auen-Vegen) und die Börden (Magdeburger Börde, Soester Börde, Hildesheimer Börde) mit ihren Lößböden und ca. 90 Bodenpunkten. Die ärmsten Böden weisen die Hochmoor-Torfe beispielsweise im Teufelsmoor mit weniger als 10 Bodenpunkten auf. Die Lößgebiete des Tieflandes gehören zum Altsiedelland, den am frühesten besiedelten Räumen Deutschlands (Bandkeramische Kultur).
Im geomorphologisch besonders jungen nordöstlichen Teil (Jungmoränenland) befindet sich eine Vielzahl von Seen (unter anderem die Mecklenburgische Seenplatte mit der Müritz) als Relikte der letzten Eiszeit. Die zurückweichenden Gletscher haben diese Landschaft vor etwa 13.000 bis 16.000 Jahren hinterlassen. Die Oberflächengestalt in der nordwestdeutschen Geest (Niedersachsen und westliches Schleswig-Holstein) ist dagegen schon deutlich stärker verwittert und nivelliert (Altmoränenland), da die letzten großräumigen Vergletscherungen hier schon mindestens 130.000 Jahre zurückliegen.
Rhein, Ems, Weser, Elbe und Havel sind die wichtigsten Flüsse, die das Norddeutsche Tiefland in die Nordsee entwässern und in ihren Niederungen für die Entstehung von Au- und Bruchwäldern wie beispielsweise dem Spreewald sorgten. Nur ein kleiner Flächenanteil gehört zum Einzugsgebiet von Oder und Neiße und entwässert somit in die Ostsee.

## Klima und Vegetation

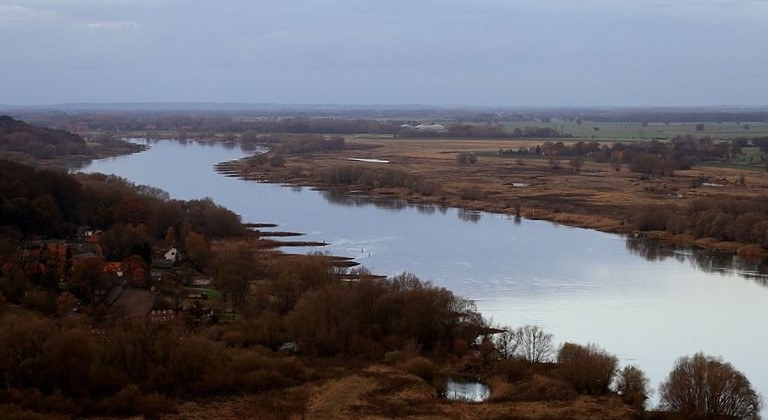
Die Elbe im Wendland

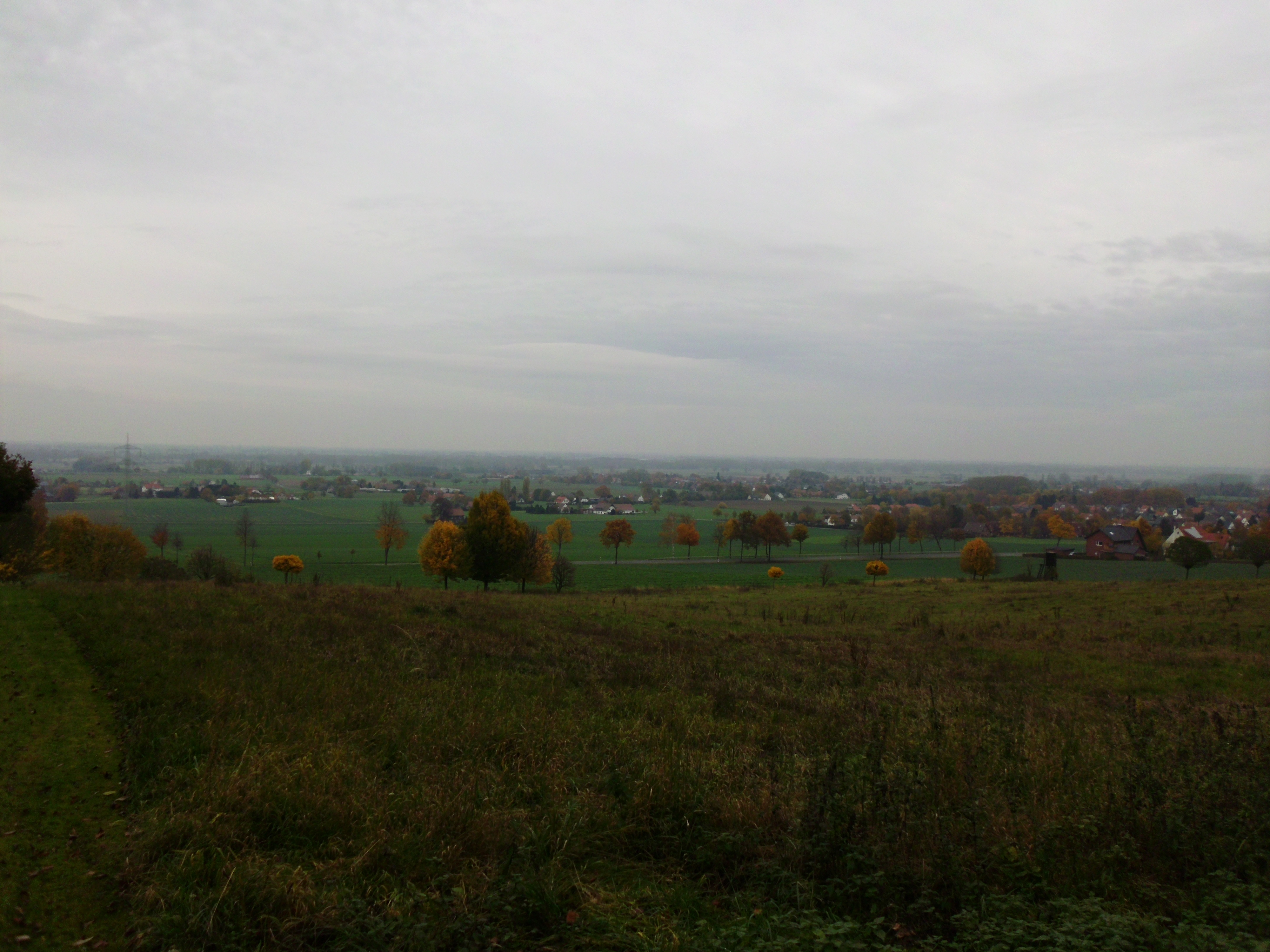
Norddeutsches Tiefland vom Wiehengebirge

Das Euozeanische Klima prägt die Nordseeküste und die vorgelagerten Ostfriesischen Inseln und Nordfriesischen Inseln. Nach Süden schließt sich ein breiter Streifen ozeanisch (= atlantisch) bzw. subozeanisch geprägten Klimas an, der sich von der Ostküste Schleswig-Holsteins bis zu den westlichen Mittelgebirgsrändern zieht. In südöstlicher und östlicher Richtung wird das Klima allmählich subkontinental; unter anderem erhöhen sich also sukzessive die Temperaturgegensätze zwischen Sommer und Winter. Im Regenschatten des Harzes und einiger kleineren Erhebungen wie dem Drawehn und dem Fläming hat sich zum Teil trockeneres, kontinentales Lokalklima ausgeprägt. Mikroklimatische Besonderheiten bieten sich in Mooren und Heiden (mit für die Landwirtschaft eher ungünstigem Klima) sowie beispielsweise im Alten Land bei Hamburg, das durch ganzjährig relativ milde Temperaturen von Nordsee und Niederelbe geprägt ist und dadurch traditionelles Obstbaugebiet ist.
Azonale Vegetationskomplexe der Moore, Auwälder, Bruchwälder und Gewässer waren ursprünglich ausgedehnt an Ems, Weser, Elbe, Havel und Spree vorhanden. Ausgeprägte Salzwiesen, Watten und Tideröhrichte der Ästuare hielten sich dauerhaft an der flachen Nordseeküste in der Gezeitenzone. Die Zonale Vegetation des Norddeutschen Tieflandes ist nach herrschender Lehrmeinung weitgehend der Verband der Rotbuchenwälder.